# Jasmine Sendar
 (janvier 2019).
Si vous disposez d'ouvrages ou d'articles de référence ou si vous connaissez des sites web de qualité traitant du thème abordé ici, merci de compléter l'article en donnant les références utiles à sa vérifiabilité et en les liant à la section « Notes et références ».
Jasmine Sendar, née le 1er décembre 1977 à Willemstad (Curaçao),, est une actrice, productrice et chanteuse néerlandaise.

## Filmographie

### Actrice

#### Cinéma et téléfilms
- 1999-2000 : Goudkust (nl) : Bibi Zuidgeest
- 2002 : Croisière au clair de lune : Natasja
- 2002-2008 : Onderweg naar Morgen : Kyra Isarin
- 2004 : Costa! (nl) : Miranda
- 2004 : Profession profiler : Amie de Jen
- 2010 : Oud België (nl) : Marielis
- 2010 : Spangas : Elle-même
- 2012 : Benjamin Wolf : Sofia
- 2013 : Tien voor Twee : L'employé de KFC
- 2013 : Malaika (nl) : Luciel Madretsma
- 2013 : Koude Handen, Warm Hart : Docteur Neede
- 2014 : Fashion Planet (nl) : Zjazja
- 2014 : Troubled Soul : Jasmine
- 2015 : Peters feest : Janine
- 2015 : De Masters : Serena
- 2016 : Fuk It : Melissa
- 2016 : Kinshasa : L'hôtesse de l'air
- 2016 : Pianissimo : La vendeuse
- 2017 : Talent Is Everywhere : Jasmine
- 2018 : En ik van jou : La sœur de Ada
- 2019 : Grenslanders (nl) : Tara Dessel
- 2023 : Knokke Off
- 2025 : iHostage de Bobby Boermans : Wilco

### Productrice
- 2015-2016 : Zeker Eten (22 épisodes)

## Discographie

### Singles
- Tell Me, Tell Me
- Break Away
- Volle maan